# Réserve nationale Altos de Lircay
La réserve nationale Altos de Lircay est une réserve naturelle de 121,63 km2 située dans la province de Talca, dans la région du Maule, au Chili. Elle se trouve dans la région pré-andine à proximité du parc national Radal Siete Tazas, ainsi que des volcans Descabezado Grande et Cerro Azul.
La réserve abrite un nombre important d'espèces rares et en danger telles que le Cyanoliseus patagonus byroni, Conepatus chinga et de plantes telles que le Austrocedrus chilensis ou encore le Nothofagus glauca. Sept des dix espèces de Nothofagus présents au Chili, poussent dans la réserve.
Trois rivières traversent la réserve, le río Lircay qui est un affluent du río Claro, le río Claro qui coule du nord en direction du sud à travers la réserve, et le Blanquillo .